# هالینز کراسرودز (آلاباما)
هالینز کراسرودز (به انگلیسی: Hollis Crossroads) شهرکی در شهرستان کلبرن ایالت آلاباما است که مساحت آن ۳۲٫۲۶ کیلومترمربع است و در سرشماری سال ۲۰۱۰ میلادی، ۶۰۸ نفر جمعیت داشته و تراکم جمعیتی آن، ۱۸٫۸۵ در کیلومترمربع بوده است.